# Kynnefjäll B
Kynnefjäll A är ett naturreservat i Munkedals kommun i Västra Götalands län. De ingår tillsammans med reservaten Kynnefjäll-Sätret och Kynnefjäll A i de som kallas Kynnefjälls naturreservat. 
Området är naturskyddat sedan 1996 och är 1 033 hektar stort. Reservatet omfattar höjder och våtmarker kring flera mindre sjöar som Lilla Holmevatten. Reservatet består av tallskog och barrblandskog.